# Hans Woldemar Richter
Hans Woldemar Richter (* 31. März 1862 in Kittlitz; † nicht ermittelt) war ein deutscher Jurist und höherer sächsischer Staatsbeamter. Er war Geheimer Rat sowie Vizepräsident der Königlich Sächsischen Oberrechnungskammer.

## Leben und Wirken
Er stammte aus einer alten sächsischen Landwirtsfamilie. Nach dem Besuch des Gymnasiums in Bautzen diente er ab 1880 als Einjährig-Freiwilliger und studierte im Anschluss Rechte und Staatswissenschaften auf den Universitäten München und Leipzig. Nach bestandener juristischer Staatsprüfung war er ab 1. April 1885 als Referendar im Vorbereitungsdienst beim Amtsgericht Löbau, einem dortigen Rechtsanwalt und dem Landgericht Leipzig tätig.
Im Februar 1890 legte Richter die Richterprüfung ab und war dann als Hilfsrichter beim Amtsgericht Leipzig und beim Amtsgericht und Landgericht Plauen tätig. Am 1. Juli 1892 trat er in den Dienst der Verwaltung der indirekten Abgaben über, war Hilfsarbeiter bei der Königlich Sächsischen Zoll- und Steuerdirektion und ab 1. Februar 1894 an Vorstand des Hauptzollamts Eibenstock im Erzgebirge, des Hauptsteueramts Plauen im Vogtland und des Hauptzollamts Schandau.
Am 1. Juli 1900 wurde Richter zunächst als Hilfsarbeiter in die Verwaltung der direkten Abgaben übernommen. Von 1901 bis 1904 bekleidete er die Stelle des Kreissteuerrats in Leipzig. Zum 1. Januar 1905 wurde er zum Vortragenden Rate in der Königlichen Sächsischen Oberrechnungskammer und mit dem 1. Oktober 1917 durch König Friedrich August von Sachsen zum Vizepräsidenten dieser Behörde im Gesamtministerium befördert.
Ende 1919 wurde er durch das Gesamtministerium zum Regierungskommissar für die Vorarbeiten zur Vereinfachung des staatlichen Kassen- und Rechnungswesens berufen und ihm Titel und Rang als Geheimer Rat verliehen. Am 1. Juli 1927 trat er in den Ruhestand, den er in seiner Villa in Oberlößnitz verlebte.
Er galt als hervorragender Kenner des sächsischen Etatsrechts und Verfasser grundlegender Schriften zum sächsischen Staatshaushaltrechtes.
Die Bibliothekarin Helene Benndorf ist seine Tochter.